# Меномини (индейская резервация)
Меномини (англ. Menominee Indian Reservation; на языке меномини Omǣqnomenēw-Eskōnekan, Omǣqnomenēw-Ahkīheh) — индейская резервация алгонкиноязычного народа меномини, расположенная в северо-восточной части штата Висконсин, США. Является крупнейшей по площади территории индейской резервацией Соединённых Штатов к востоку от реки Миссисипи.

## История
Индейская резервация была создана в соответствии с договором между народом меномини и правительством США, подписанным 12 мая 1854 года, в котором индейцы отказались от всех претензий на земли, принадлежащие им по предыдущим договорам, в обмен на предоставление медицинских услуг, образования и гуманитарной помощи. Согласно дополнительному договору, который был подписан 11 февраля 1856 года, меномини лишались юго-западной части своей территории, на которой была создана отдельная резервация для махикан, ваппингеров и манси-делаваров, которые переселились в этот регион из штата Нью-Йорк в 1822 году.
17 июня 1954 года Конгресс США принял закон, который предусматривал прекращение федерального контроля над индейской резервацией Меномини. 3 июля 1959 года губернатор штата Гейлорд Нельсон подписал закон, согласно которому был образован округ Меномини, а резервация упразднена. Это был эксперимент по принуждению индейских племён присоединиться к основной массе американского общества в качестве попытки ассимиляции.
В период с 1961 по 1973 год федеральный надзор за племенем был прекращён. В мае 1968 года меномини подали иск о правах членов племени на охоту и рыболовство. Верховный суд США вынес решение в пользу племени, установив, что, когда резервация была упразднена, оно не отказалось от своего права охотиться и ловить рыбу. 22 декабря 1973 года президент США Ричард Никсон подписал закон о восстановлении федерального признания меномини. В апреле 1975 года земли округа Меномини вернулись к статусу резервации, а в 1976 году меномини утвердили свою новую племенную конституцию. Новый племенной законодательный орган взял на себя управление резервацией в 1979 году.

## География
Резервация расположена в северо-восточном Висконсине и занимает 98,86 % территории округа Меномини.  За пределами округа часть резервации находится в городе Ред-Спрингс в округе Шоно, а также включает в себя участок площадью 10,22 акра (4,14 га) в округе Уиннебейго, к западу от города Ошкош.
Общая площадь Меномини, включая трастовые земли (5,075 км²), составляет 939,615 км², из них 920,59 км² приходится на сушу и 19,025 км² — на воду. Административным центром резервации и самым большим населённым пунктом является статистически обособленная местность Кешена.

## Демография
По данным федеральной переписи населения 2000 года, в резервации проживало 3 225 человек.
Согласно федеральной переписи населения 2020 года в резервации проживало 3293 человека, насчитывалось 999 домашних хозяйств и 1 027 жилых домов. Средний доход на одно домашнее хозяйство в индейской резервации составлял 44 402 доллара США. Около 33,1 % всего населения находились за чертой бедности, в том числе 43,2 % тех, кому ещё не исполнилось 18 лет, и 17,3 % старше 65 лет.
Расовый состав распределился следующим образом: белые — 125 чел., афроамериканцы — 6 чел., коренные американцы (индейцы США) — 3 098 чел., азиаты — 1 чел., океанийцы — 0 чел., представители других рас — 4 чел., представители двух или более рас — 59 человек; испаноязычные или латиноамериканцы любой расы составили 74 человека. Плотность населения составляла 3,51 чел./км².